# ريم هلال
ريم هلال (4 يوليو 1982 -)، ممثلة مصرية.

## حياتها ونشأتها
ولدت وعاشت في السعودية، تخرّجت من كلية السياحة والفنادق وعملت لفترة وجيزة مرشدة سياحية قبل أن تصبح مذيعة في Art، ولكنها لم تستقر فيها لتتخذ التمثيل مهنة وذلك بعد أن اختيرت كوصيفة أولي في مسابقة ميس إيجبت لعام 2006 ولكنها خلال وقت قصير أثبتت تمتعها بموهبة وحس فني مرهف يضاف إلى رصيد جمالها، وكشفت عنه ببطولتها لمسرحية «ما تقلقش» ومشاركتها في بطولة مسلسل خطوة عزيزة.

## أعمالها[2]

### من الأفلام
- الريس عمر حرب.
- كامب.
- بنات وموتسيكلات.
- المش مهندس حسن.
- بدون رقابة.
- شقاوة بنات شبرا.
- بنات ليل.
- المركب.

### من المسلسلات
- رحيل مع الشمس.
- خطوة عزيزة.
- بقايا ليل.
- عيون و رماد.
- الملك فاروق
- هانم بنت باشا.
- أختفاء سعيد مهران.
- موعد مع الوحوش.
- رحيل مع الشمس.
- نونة المأذونة.
- مدرسة الأحلام.
- ويأتى النهار.
- أخت تريز.
- ربيع الغضب.
- أحلى أيام.
- شريف ونص.

## وصلات خارجية
- ريم هلال على موقع أرشيف الشارخ.
- ريم هلال على موقع الدهليز
- ريم هلال على موقع قاعدة بيانات الأفلام العربية